# Sorghum arundinaceum
Espèce
Sorghum arundinaceum (millet sauvage, maïs cafre) est une espèce de plantes herbacées annuelles de la famille des Poaceae (Graminées), originaire d'Afrique.

## Taxonomie

### Synonymes
Selon Catalogue of Life :
- Andropogon arundinaceus Willd.
- Andropogon arundinaceus var. effusus
- Andropogon halepensis var. astoloniferus
- Andropogon halepensis var. congoensis
- Andropogon halepensis var. kinshasanensis
- Andropogon sorghum subsp. abyssinicus
- Andropogon sorghum var. aethiopicus
- Andropogon sorghum subsp. effusus
- Andropogon sorghum var. effusus
- Andropogon sorghum subsp. verticilliflorus
- Andropogon sorghum subsp. vogelianus
- Andropogon stapfii Hook.f.
- Andropogon verticilliflorus Steud.
- Holcus sorghum subsp. verticilliflorus
- Rhaphis arundinacea Desv.
- Sorghum abyssinicum (Piper) Stapf
- Sorghum aethiopicum (Hack.) Rupr. ex Stapf
- Sorghum aethiopicum var. brevifolium
- Sorghum bicolor var. aethiopicum
- Sorghum bicolor var. arundinaceum
- Sorghum bicolor subsp. arundinaceum
- Sorghum bicolor var. verticilliflorum
- Sorghum bicolor subsp. verticilliflorum
- Sorghum brevicarinatum Snowden
- Sorghum brevicarinatum var. swahilorum
- Sorghum castaneum C.E.Hubb. & Snowden
- Sorghum halepense var. effusum
- Sorghum lanceolatum Stapf
- Sorghum macrochaetum Snowden
- Sorghum panicoides Stapf
- Sorghum pugionifolium Snowden
- Sorghum somaliense Snowden
- Sorghum stapfii (Hook.f.) C.E.C.Fisch.
- Sorghum usambarense Snowden
- Sorghum verticilliflorum (Steud.) Stapf
- Sorghum verticilliflorum var. infrequens
- Sorghum verticilliflorum var. ornatum
- Sorghum vogelianum (Piper) Stapf

### Liste des variétés
Selon Tropicos (11 sept. 2013) :
- variété Sorghum verticilliflorum var. infrequens Snowden
- variété Sorghum verticilliflorum var. ornatum Snowden
- variété Sorghum verticilliflorum var. verticilliflorum

## Distribution
L'aire de répartition d'origine de Sorghum arundinaceum comprend la quasi-totalité de l'Afrique subsaharienne ainsi que l'Égypte en Afrique du Nord.
L'espèce s'est naturalisée dans de nombreuses régions tropicales, en Inde, en Australie, et dans les Amériques.
Cette plante est une adventice commune dans les plantations de canne à sucre de l'île de La Réunion.